# 古今亭右朝
古今亭 右朝（ここんてい うちょう）は、落語家の名。
- 三遊亭右朝 - 当該項目で記述

古今亭 右朝（ここんてい うちょう、1948年11月2日 - 2001年4月29日）は、落語家。本名∶田島 道寛。東京都台東区浅草橋出身。生前は落語協会所属。出囃子は「小鍛冶」。

## 経歴
三人兄弟の末っ子。国分寺市立第三小学校、国分寺市立第二中学校、東京都立武蔵高等学校、日本大学芸術学部文芸学科卒業。高田文夫とは日本大学芸術学部の同期で落語研究会出身。右朝が落研で会長の時、高田は副会長だった。
最初は寄席文字の橘右近に師事し寄席文字を修行、「橘右朝」の名前をもらう。
1975年11月に三代目古今亭志ん朝に入門、古今亭菊助と共に楽屋入りし、「志ん八」を名乗る。
1980年6月古今亭菊之助、古今亭菊松、金原亭駒平と共に二ツ目昇進する。1987年5月に落語協会真打昇進試験に不合格となる。
1988年6月、真打昇進と同時に右近の「右」と師匠志ん朝の「朝」を取って古今亭右朝となる。落語協会の真打としては100人目で昭和最後の真打となった。この年から1993年まで毎年12月29日に新宿末廣亭の余一会・昼席で「こぶ平・右朝二人会」が催され、年末恒例行事となる。その後は、春風亭正朝と「右朝・正朝の二朝会」を開いていた。
2000年4月下席に主任で出演中、声が出なくなる奇病にかかる。のちに肺がんと判明。12月に声が出るようになり、一時的に寄席に復帰する。
2001年4月に代演で数日間池袋演芸場上席（主任：古今亭志ん朝）に出演。生前最後の出演となった。4月29日、肺がんのため、死去。52歳没。半年後の同年10月1日には師匠である志ん朝も死去した。
2011年4月29日、築地ブディストホールで、オフィスエムズの主催で「没後10年 追悼 古今亭右朝を偲ぶ会 ～教えた噺、教わった噺」が開催された。出演は川柳川柳・林家正楽（3代目）・立川談之助・金原亭世之介・桂ひな太郎。
2023年5月8日、北沢タウンホールでワタナベエンターテインメントの主催で「オール日芸寄席特別編 古今亭右朝二十三回忌追善公演 右朝ふたたび」が開催された。出演は高田文夫（構成・企画）・立川志らく・春風亭一之輔・柳家わさび。

## 芸歴
- 1975年∶古今亭志ん朝に入門、前座名「志ん八」。
- 1980年6月∶二ツ目昇進。
- 1988年∶真打昇進、「右朝」と改名。
- 2001年∶死去。

## 受賞歴
- 1984年 - 国立演芸場 花形若手演芸会新人賞 銀賞
- 1985年 - NHK新人落語コンクール 最優秀賞
- 同年 - にっかん飛切落語会 努力賞
- 1986年 - にっかん飛切落語会 若手落語家奨励賞
- 1987年 - 国立演芸場 花形若手演芸会新人賞 金賞
- 同年 - にっかん飛切落語会 若手落語家奨励賞
- 1990年 - 国立演芸場 花形演芸会 金賞
- 1992年 - 国立演芸場 花形演芸大賞 大賞

## ＣＤ
- 「「なごやか寄席」シリーズ 初代 古今亭右朝」 締め込み・百川（ユニバーサルインターナショナル）2010年6月
- 「古今亭右朝１  にっかん飛切落語会にて収録」小言幸兵衛・羽織の遊び／花見の仇討・干物箱（2枚組CD／キントトレコード）2011年
- 「古今亭右朝２　真打昇進前後を収録」初日口上・妾馬・粗忽の釘／紙屑屋・質屋庫・権助魚 (2枚組CD/キントトレコード) 2013年
- 「古今亭右朝３」花見酒・転宅・たいこ腹／明烏・厩火事・宿屋の富（２枚組CD／キントトレコード）2017年
- 「古今亭右朝４」夢金・崇徳院・替り目／幾代餅・一分茶番(権助芝居)・首屋（２枚組CD／キントトレコード）2021年

## 書籍

### 執筆
- 『動物のお医者さん (文庫版・第3巻)』佐々木倫子（白泉社） 　解説を書いている。

### 関連書籍
- 春風亭一之輔『一之輔、高座に粗忽の釘を打つ』（2012年、白夜書房・落語ファン倶楽部新書）p201～208 *日芸落研時代に顧問として指導を受けている。大学卒業後、一之輔が一朝に入門を願いに行った2日後に右朝は死去。
- 桃月庵白酒『白酒ひとり壺中の天 火焔太鼓に夢の酒』（2013年、白夜書房・落語ファン倶楽部新書）p241～246
- 高田文夫『森繁久弥からビートたけしまで 誰も書けなかった「笑芸論」』（2015年、講談社）p57　*右朝の葬儀時の志ん朝・高田の写真を掲載。
- 稲田和浩『昭和の名人、この一席』(2021年、教育評論社）p248～p254